# John Lhotsky

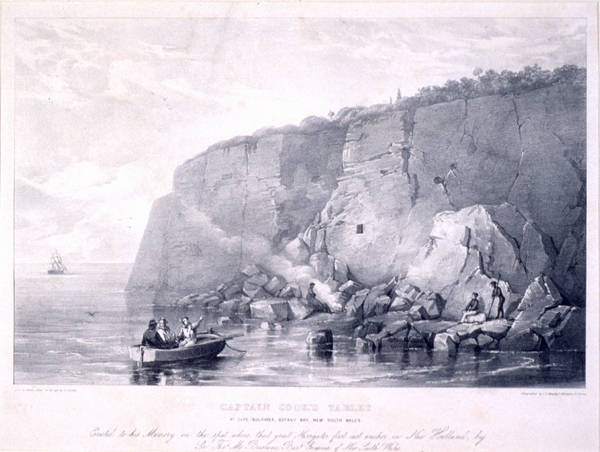
Cape Solander, Botany Bay, New South Wales, veröffentlicht von Lhotsky (1839)

John Lhotsky, auch Lhotzsky und Lhotzky, (* 27. Juni 1795 in Lemberg, Galizien; † 23. November 1866 in London; die genauen Lebensdaten sind allerdings umstritten) war ein galizischer, k. k. polnischer Naturforscher, Lithograf, Autor und Abenteurer. Geboren wurde er im damaligen österreichischen Kronland Königreich Galizien und Lodomerien das vorher zu Polen-Litauen gehörte, und heute in der Ukraine liegt.

## Name
Lhotsky ist mit unterschiedlichen Namen wie Jan, Joannes oder Johann Lhotsky, sowie Dr. John Lhotsky in der Literatur verzeichnet. Lhotsky gab sich stets nicht als Österreicher, sondern als Pole aus.

## Jugend und Ausbildung
Über seine Jugend ist wenig bekannt. Seine Eltern waren Tschechen. Sein Vater hieß Joseph, ein österreichischer Regierungsbeamter.
1812 begann er ein Medizinstudium in Prag, weitere Studienaufenthalte in Wien, Lemberg, Berlin, Paris und Leipzig schlossen sich an. Sein Studium schloss er an der Universität Jena im Jahr 1819 mit einem Doktortitel der Medizin ab.

## Europa
Nach seinem Studium katalogisierte er in Prag mit seinem Bruder Presl die Flora in Böhmen. Sie publizierten dieses Werk unter dem Titel Flora Conchica. Im Jahr 1820 verfasste er zwei Schriften zur Aufklärung. In diesen Schriften wandte sich auch gegen die Obrigkeit und wurde deshalb zu einem Gefängnisaufenthalt in Wien von 1822 bis 1828 verurteilt.

## Australien

### New South Wales
Nach seiner Entlassung schiffte er sich nach Australien mit der Absicht ein, Pflanzen zu sammeln und diese an Museen zu verkaufen. Auf seiner Reise hielt er sich zunächst 18 Monate in Brasilien auf und kam am 18. Mai 1832 in Sydney an. In Australien erhielt er weder Land noch eine Position als Kurator an einem Museum. Zu seinem Unterhalt diente ihm eine kleine Pension, die er vom bayerischen König Ludwig I. erhielt, der seine Studien in Südamerika und Australien unterstützte. Um Geld zu verdienen, reiste er und betätigte sich als Journalist. Sein erster Artikel über das Leben der Aborigines wurde in der Sydney Gazette am 6. Oktober 1832 abgedruckt.
Er hielt Vorträge und sammelte Pflanzen. Im Februar 1833 verkaufte er einen großen Teil seiner Sammlungdavon. Er war der Erste, der Anfang 1834 über die Snowy Mountains und dem Gebiet dahinter in einer Zeitung berichtete. Um seinen Unterhalt zu bestreiten, verdingte er sich ab dem Mai 1834 als Kutscher und Pferdeverleiher. 1834 publizierte aber auch ein Werk über Liedgut und  Gesang der Monaro-Aborigines, die nahe der Snowy Montains lebten. Es war das erste diesbezügliche Werk überhaupt. Des Weiteren brachte er eine älithografierte Reihe über die Kolonie von New South Wales heraus, vor allem Landschaften.
Im Jahr 1835 warb er für sein privates Museum, das Insekten, Mineralien, Zeichnungen, Vögel und Skelette ausstellte. Er bot auch gerahmte und verglaste Aquarelle als Landschaftsbilder zum Erwerb an. Die meisten Werke, die er anbot, waren nicht von ihm selbst.

### Tasmanien
Da er in New South Wales keine Chance auf eine Beschäftigung in einem Museum erhielt, ging er nach Tasmanien, wo er sich als Biologe bei der dortigen Kolonialverwaltung bewarb. In Tasmanien kam er am 14. Oktober 1836 auf der Barke Frances Freeling ankam. Eine Anstellung erhielt er nicht, lediglich Lieutenant governor Sir John Franklin verschaffte ihm einen Posten als Sträflingsaufseher auf der Tasman-Halbinsel. Diesen gab er nach drei Monaten auf. Obwohl er Vorträge hielt, Zeitungsartikel schrieb, seine Pflanzensammlung und Bilder verkaufte, verarmte er. Wegen seiner radikalen Auffassungen, die teilweise in Überheblichkeit einmündete, hatte er kaum Freunde und Förderer.
Im April 1838 schiffte er sich auf der Emu in Richtung des Vereinigten Königreichs ein. Dort versuchte er als Autor und mit Vorträgen Geld zu verdienen. Diesen Bemühungen war wenig Erfolg beschieden. Er verarmte, erkrankte und verstarb im Jahr 1866 im Dalston German Hospital in London.

## Bedeutung und Persönlichkeit

### Persönlichkeit
Lhotsky war ein entschiedener und engagierter Demokrat, der sich gegen die Obrigkeit einsetzte. Wahrscheinlich war dies in der damaligen Zeit ein Hindernis für seinen beruflichen Erfolg. Er wird als warmherzlicher und ehrlicher Mensch beschrieben, wobei sein Umgang mit Geld und Schulden kritisch gesehen wird. Er setzte sich für unterdrückte Menschen ein, was sich auch darin, zeigte, dass der nach kurzer Zeit seine Tätigkeit als Sträflingsaufseher aufgab, obwohl er dringend Geld benötigte.

### Bedeutung
In New South Wales war Lhotsky der erste, der die australische Landschaft und Künstler und ihre Werke beschrieb. Neben seinen Publikationen zeichnete er Landschaften und schuf botanische und zoologische Illustrationen. Nicht veröffentlicht blieb ein Vokabular der Sprache der Tasmanier. In Tasmanien erstellte er eine große Pflanzensammlung mit 200 Exemplaren.
Seine zoologischen und pflanzlichen Sammlungen im frühen Australien waren richtungsweisend, umfangreich und von großer Bedeutung. Allerdings wurden sie nicht entsprechend gewürdigt. Seiner Bewerbung zum Botaniker in der kolonialen Verwaltung von New South Wales war kein Erfolg beschieden, der Posten blieb unbesetzt. Seine Qualifikation und seine geleisteten Arbeiten wurden in seiner Zeit nicht gewürdigt. Lhotsky war der erste Mensch, der Spuren von Gold fand und dem es gelang nachzuweisen, dass es auf dem australischen Kontinent aufgrund herrschender geologischen Verhältnisse Goldfunde geben wird.

## Ehrungen
Nach ihm sind der Fisch Lhostkya aus der Familie der Hornhechte und die Myrtengewächse Lhotskia benannt worden, die später in Calytrix umbenannt wurden. Die Erteilung des offiziellen botanischen Autorenkürzels blieb ihm verwehrt.